# 7P/Pons-Winnecke
7P/Pons–Winnecke est une comète périodique du système solaire.
Jean-Louis Pons (observatoire de Marseille) fut le premier à découvrir la comète le 12 juin 1819 ; elle fut ensuite redécouverte par Friedrich August Theodor Winnecke (Bonn) le 9 mars 1858. Elle est supposée être le corps parent des Bootides de fin juin.
Elle est passée à moins de 6 millions de km (0,04 ua) de la Terre en juin 1927 et à 16 millions de km (0,1 ua) en 1939 ; mais elle ne se rapprochera plus aussi près durant tout le XXIe siècle.
Le diamètre du noyau est estimé à environ 5,2 km.

## Tableau récapitulatif des périhélies et observations
Mis à jour le 3 août 2023.
| Périhélie | Observation |
| --- | ----------- |
| 19 juillet 1819 | 7P/1819 L1  |
| 5 février 1825 |             |
| 22 août 1830 |             |
| 4 mars 1836 |             |
| 14 septembre 1841 |             |
| 29 mars 1847 |             |
| 12 octobre 1852 |             |
| 2 mai 1858 | 7P/1858 E1  |
| 27 novembre 1863 |             |
| 30 juin 1869 | 7P/1869 G1  |
| 12 mars 1875 | 7P          |
| 4 décembre 1880 |             |
| 4 septembre 1886 | 7P          |
| 1er juillet 1892 | 7P          |
| 20 mars 1898 | 7P          |
| 21 janvier 1904 |             |
| 9 octobre 1909 | 7P          |
| 2 septembre 1915 | 7P          |
| 13 juin 1921 | 7P          |
| 21 juin 1927 | 7P          |
| 18 mai 1933 | 7P          |
| 22 juin 1939 | 7P          |
| 10 juillet 1945 | 7P          |
| 8 septembre 1951 | 7P          |
| 4 décembre 1957 |             |
| 24 mars 1964 | 7P          |
| 21 juillet 1970 | 7P          |
| 28 novembre 1976 | 7P          |
| 7 avril 1983 | 7P          |
| 19 août 1989 | 7P          |
| 2 janvier 1996 | 7P          |
| 15 mai 2002 | 7P          |
| 26 septembre 2008 | 7P          |
| 30 janvier 2015 | 7P          |
| 27 mai 2021 | 7P          |
| 25 août 2027 |             |
| Légende : - découverte - observée, post-découverte - observée, pré-découverte - non observée, post-découverte - non observée, pré-découverte - retour futur |             |